# Spiti (Fluss)
Der Spiti ist ein rechter Nebenfluss des Satluj im Bundesstaat Himachal Pradesh im Nordwesten von Indien. 
Der Name Spiti hat die Bedeutung „das mittlere Land“ – das Land zwischen Tibet und Indien.
Der Spiti entsteht am Zusammenfluss mehrerer Quellflüsse (Kunzum La Togpo und die Bäche Kabzima und Pinglung) nahe Lossar im westlichen Himalaya. Der Spiti durchfließt im oberen Abschnitt das nach ihm benannte Spitital, ein vegetationsarmes Hochgebirgstal mit vorherrschendem Wüstenklima, in überwiegend südsüdöstlicher Richtung. Der Himalaya-Hauptkamm verläuft westlich des Spititals. Der Oberlauf liegt innerhalb des Subdistrikts Spiti. Hier passiert der Fluss den Hauptort Kaza. Anschließend nimmt er den Lingti von links und den Pin von rechts auf. Im mittleren Abschnitt wendet sich der Spiti nach Osten und passiert die Ortschaft Tabo. Auf den unteren 90 km durchfließt der Spiti den Distrikt Kinnaur. Bei Sumdo nimmt er den Parechu von links auf und wendet sich nun nach Süden. Er passiert Nako und mündet bei Khab in den Satluj. Der Spiti hat eine Länge von 200 km. Eine Straße folgt dem Fluss über seine gesamte Länge.